# تجمع ذبنينة (رماة)

تعديل مصدري - تعديل

تجمع ذبنينة هي إحدى قرى عزلة رماة بمديرية رماة التابعة لمحافظة حضرموت، بلغ تعداد سكانها 25 نسمة حسب تعداد اليمن لعام 2004.